# Obsjtina Montana
Obsjtina Montana (bulgariska: Община Монтана) är en kommun i Bulgarien.   Den ligger i regionen Montana, i den nordvästra delen av landet, 90 km norr om huvudstaden Sofia.
Obsjtina Montana delas in i:
- Belotintsi
- Dolno Belotintsi
- Blagovo
- Gabrovnitsa
- Doktor Josifovo
- Lipen
- Nikolovo
- Slavotin
- Smoljanovtsi
- Stubel
- Studeno butje
- Gorno Tserovene
- Bezdenitsa
- Vinisjte
- Virove
- Kraptjene
- Sumer

Följande samhällen finns i Obsjtina Montana:
- Montana

Trakten runt Obsjtina Montana består till största delen av jordbruksmark. Runt Obsjtina Montana är det ganska tätbefolkat, med 86 invånare per kvadratkilometer.